# Grammia flammea
Grammia flammea là một loài bướm đêm thuộc phân họ Arctiinae, họ Erebidae.